# Shikazo Iguchi
Shikazo Iguchi  (* 8. Juli 1889 in Shizuoka; † 13. März 1956 in Muroran) war ein japanischer Bauingenieur, bekannt für Beiträge zur Plattentheorie.

## Leben
Iguchi studierte 1912 bis 1915 an der Kaiserlichen Universität Tokio und war dann staatlicher Ingenieur in der Flussbegradigung. 1930 wurde er Professor für Wasserbau an der Universität Hokkaidō. Von 1930 bis 1932 war er zum Studienaufenthalt in Deutschland und promovierte nach der Rückkehr in Tokio über die Biegetheorie orthotroper Platten. 1949 wurde er Professor an der Technischen Hochschule Muroran, was er bis zu seinem Tod 1956 blieb.
1953 veröffentlichte er eine mathematische Analyse der Chladnischen Klangfiguren mit der Plattentheorie von Robert Kirchhoff.

## Schriften
- Eine Lösung für die Berechnung der biegsamen rechteckigen Platten. Springer 1933
- Allgemeine Lösung der Knickungsaufgabe für rechteckige Platten. In: Ingenieur-Archiv, Band 7, 1936, S. 207–215
- Die Biegeschwingungen der vierseitig eingespannten rechteckigen Platte. In: Ingenieur-Archiv, Band 8, 1937, S. 11–25
- Die Knickung der rechteckigen Platte durch Schubkräfte. In: Ingenieur-Archiv, Band 9, 1938, S. 1–12
- Die Eigenschwingungen und Klangfiguren der vierseitig freien rechteckigen Platte. In: Ingenieur-Archiv, Band 21, 1953, S. 303–322